# Galega
Galega es un género de plantas herbáceas de la familia Fabaceae.
Su nombre proviene del griego que significa "aportar leche" y hace referencia a que se la usaba para estimular la secreción láctea de animales domésticos.
El género Galega, está formado por 6 especies de grandes plantas perennes espesas, que gustan de las exposiciones soleadas húmedas. Se las encuentra en los prados, sobre las vertientes de las colinas y los taludes. Son plantas autóctonas, originarias de Europa Central y del Sur, del oeste de Asia y montañas del África tropical. Las hojas, de 8 a 20 cm de longitud, presentan estípulas sagitadas, son alternas pinnadas, de color verde suave o incluso ligeramente teñidas de azul. Las inflorescencias son manojos axilares de flores de tipo papilionáceas con androceo monadelfo, son blancas, azules, de color de malva o bicolores. Presentan legumbre estrangulada en las semillas. En buenas condiciones, la planta se vuelve a sembrar muy fácilmente, y puede naturalizarse muy rápidamente. 

## Especies
- Galega albiflora Tournay
- Galega lindblomii (Harms) J.B.Gillett
- Galega lupinifolia Burch. ex DC.
- Galega mucronata Thunb.
- Galega multiflora R.Br. ex Domin
- Galega nervosa F.Dietr.
- Galega officinalis L.
- Galega orientalis Lam.
- Galega polygama Sessé & Moc.
- Galega procumbens Buch.-Ham.
- Galega virginica J.F.Gmel.

## Usos
Se usa la galega en casos complementarios de la diabetes y también para estimular el proceso de las glándulas mamarias durante la lactancia. De igual manera, la galega sirve para aplicaciones con ungüentos cicatrizantes para cirugías plásticas. 